# UNPA
UNPA je akronim od engl. United Nations Protected Areas, odnosno za Zaštićene zone Ujedinjenih naroda ("UNPA zone/područja/sektori") koje su tijekom Domovinskog rata stvorene na području Republike Hrvatske i na kojima su bile razmještene Zaštitne snage UN-a (United Nations Protection Forces – UNPROFOR). Njihova je zadaća trebala biti da ta područja demilitariziraju, tako da sve oružane snage, izuzimajući UNPROFOR, budu povučene i demobilizirane. Vojni promatrači bili bi ovlašteni nadzirati djelovanje lokalnih policijskih snaga, štititi pojedince bilo koje nacionalnosti od svih oblika diskriminacije, te osigurati poštovanje ljudskih prava. JNA bi se povukla iz svih područja Hrvatske. UNPROFOR bi, u suradnji s humanitarnim organizacijama UN-a, osigurao siguran i miran povratak osoba raseljanih s UNPA-područja u Hrvatskoj.
Na državnom području Republike Hrvatske bile su osnovane četiri UNPA zone, nazvana Sektorima Sjever, Jug, Istok i Zapad. Područje sjeverne Dalmacije i Like organizirano je kao Sektor Jug, Banovina i Kordun u Sektor Sjever, zapadna Slavonija u Sektor Zapad, a istočna Slavonija u Sektor Istok.
Nad pojedinim područjima koja su graničila s UNPA-zonama, a u to su vrijeme bila okupirana i faktički nedostupna hrvatskim vlastima, mirovne snage UN-a nisu imale mandat. Ta su područja znana pod nazivom "ružičaste zone". Ružičaste zone se prvi puta spominju u Izvješću glavnog tajnika UN-a, S/23844, od 24. travnja 1992., u kojemu su definirane kao "određena područja u Hrvatskoj koja trenutno kontrolira JNA, ali se nalaze izvan dogovorenih granica UNPA."
Prema Rezoluciji Vijeća sigurnosti UN-a 815., od 30. ožujka 1993. godine, područje UNPA zona definirano je kao integralni dio državnog područja Republike Hrvatske.
Sektor Zapad reintegriran je u ustavno-pravni poredak Republike Hrvatske 1. i 2. svibnja 1995. u vojno-redarstvenoj operaciji Bljesak, Sektori Jug i Sjever početkom kolovoza 1995. u operaciji Oluja, a Sektor Istok, koji je prema Erdutskom sporazumu od 12. studenoga 1995. bio pod upravom UN (UNTAES), 15. siječnja 1998.
mirnim putem.